# Castello di Pürnstein
Il castello di Pürnstein (in tedesco Burg Pürnstein) si trova nell'omonima frazione di Neufelden, comune austriaco del Distretto di Rohrbach appartenente al Land dell'Alta Austria. La sua storia inizia nel X secolo.

## Storia

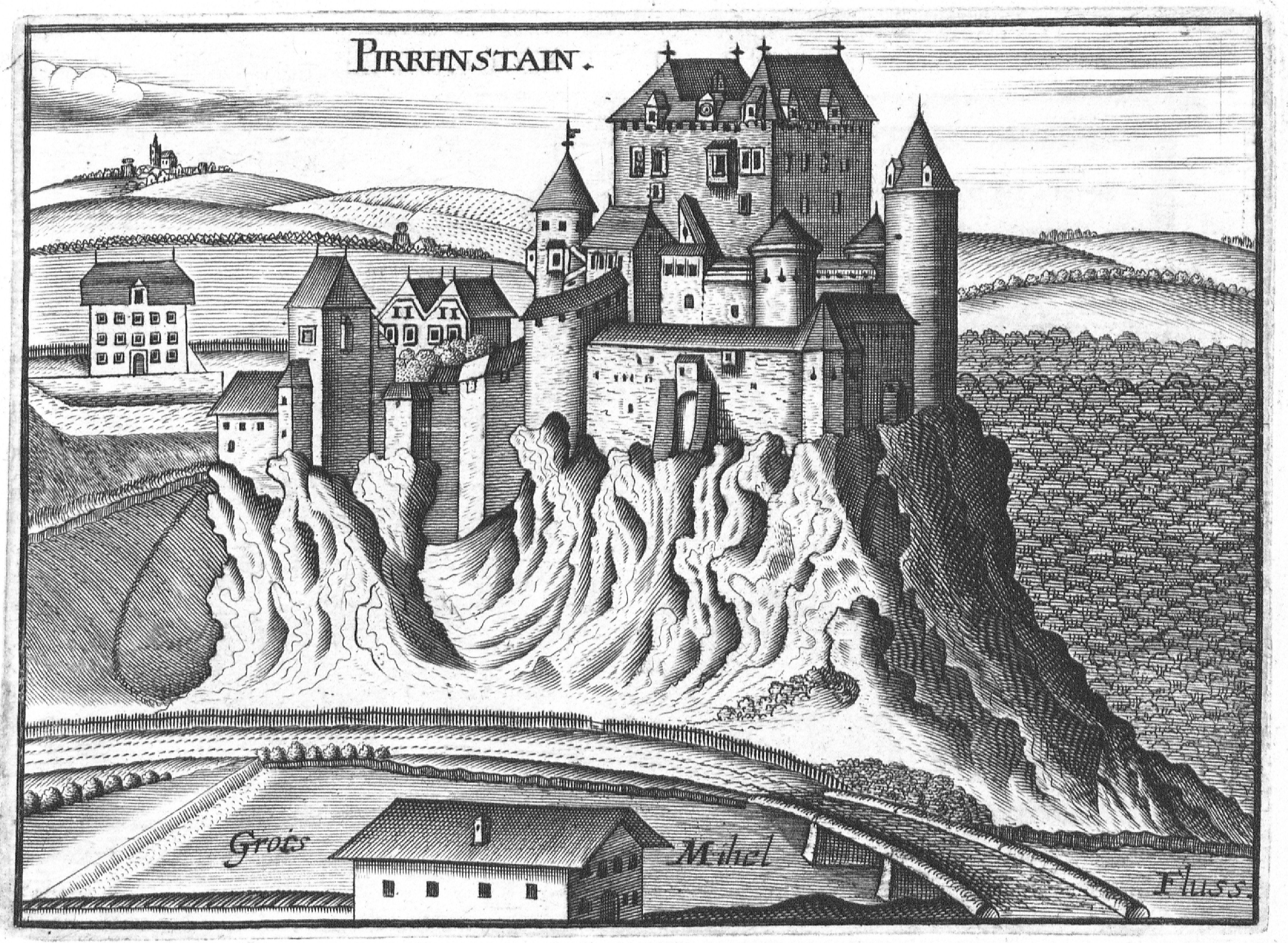
Castello di Pürnstein in un'incisione del 1674, opera di Georg Matthäus Vischer

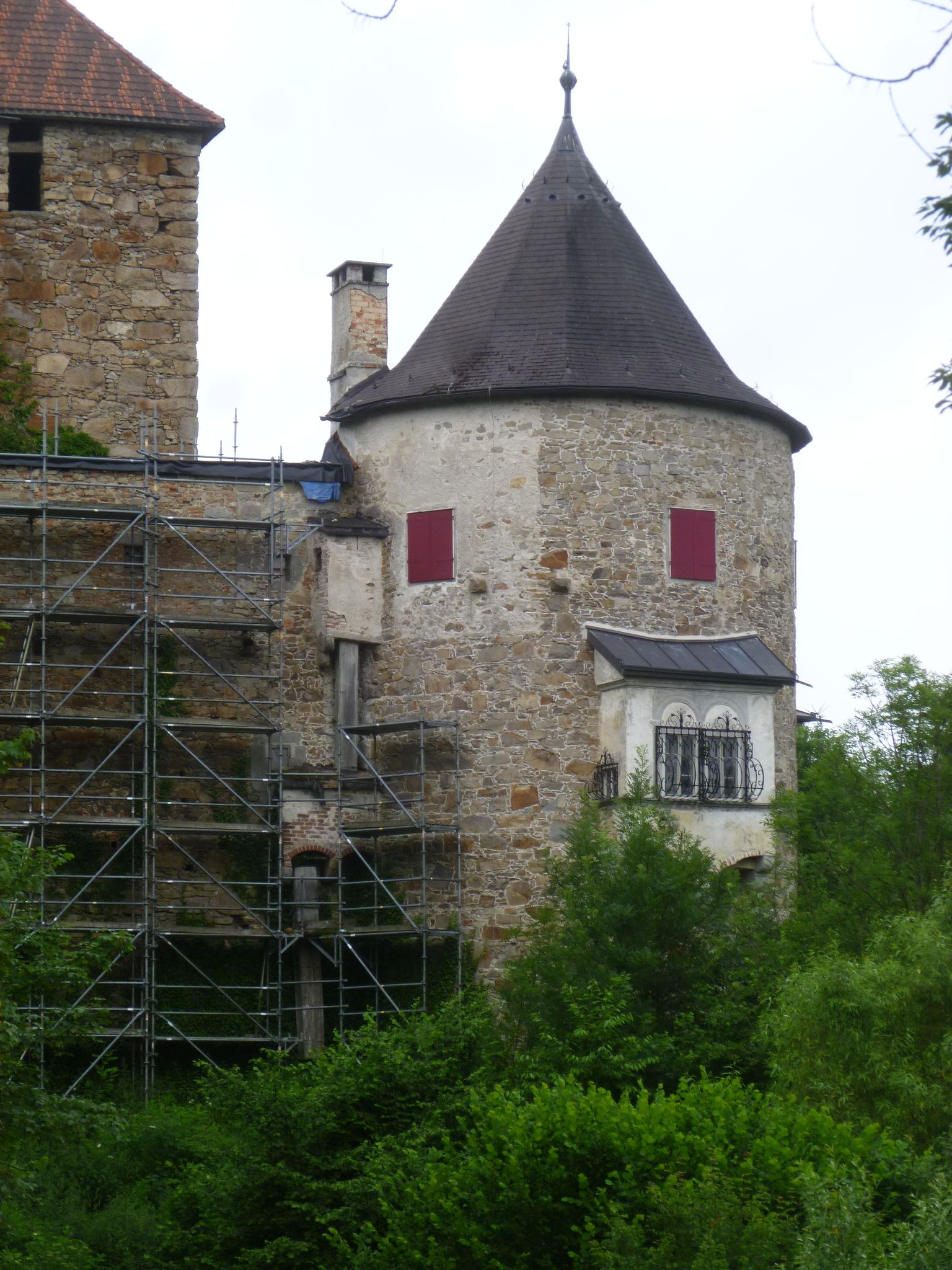
Torre rotonda

La prima fortificazione a Pürnstein potrebbe essere stata costruita nel X secolo e fu menzionata per la prima volta nel 1010 in un elenco che comprendeva numerosi castelli. Nel 1170 ne venne citato il signore, Alramus de Birchenstaine, un ministeriale legato ai Blankenberger. Probabilmente in quell'epoca fu costruito l'edificio che precedette il castello che ci è pervenuto, poiché la sua storia è molto lunga. Nel 1231 la famiglia Blankenberg trasferì la sovranità su Pürnstein alla diocesi di Passau e questa rimase proprietà dei vescovi di Passavia fino al 1803. La diocesi di solito concedeva il castello come feudo o lo utilizzava nel corso di alcune trattative. Nel 1260 risultò esserne sovrano Wittigo von Rosenberg. All'inizio del XIV secolo la proprietà fu di Conrad von Capellen al quale seguì nel 1337 Dietrich von Harrach e nel 1344 Ulrich II von Tannberg. Quando la famiglia von Tannberg si estinse, nel 1411, il feudo passò a Kaspar e Gundacker von Starhemberg, imparentati con i Tannberger. Questi tuttavia dovettero prima lottare per la loro eredità perché Erasmo il Satlpoger si considerava l'erede legittimo e aveva occupato il castello e la lunga disputa durò fino al 1470. L'allora custode Erhard Marschalk von Reichenau in questo periodo fece costruire attorno al castello una forte cinta muraria in grado di resistere anche all'artiglieria dell'epoca e quindi potrebbe essere stato il costruttore effettivo del castello principale. Sotto gli Starhemberger la struttura divenne il castello più fortificato dell'alto Mühlviertel e quando nel 1526 si temette un'invasione turca fu designato come rifugio per la popolazione. Il complesso doveva essere mantenuto costantemente efficiente e in stato di difesa, e tale misura precauzionale venne ripetuta nel 1594. A quel tempo anche l'importante archivio dei possedimenti statali dell'Alta Austria fu trasferito da Linz a Pürnstein e da un inventario del 1564 risulta che all'epoca nel castello vivevano stabilmente circa 33 persone.

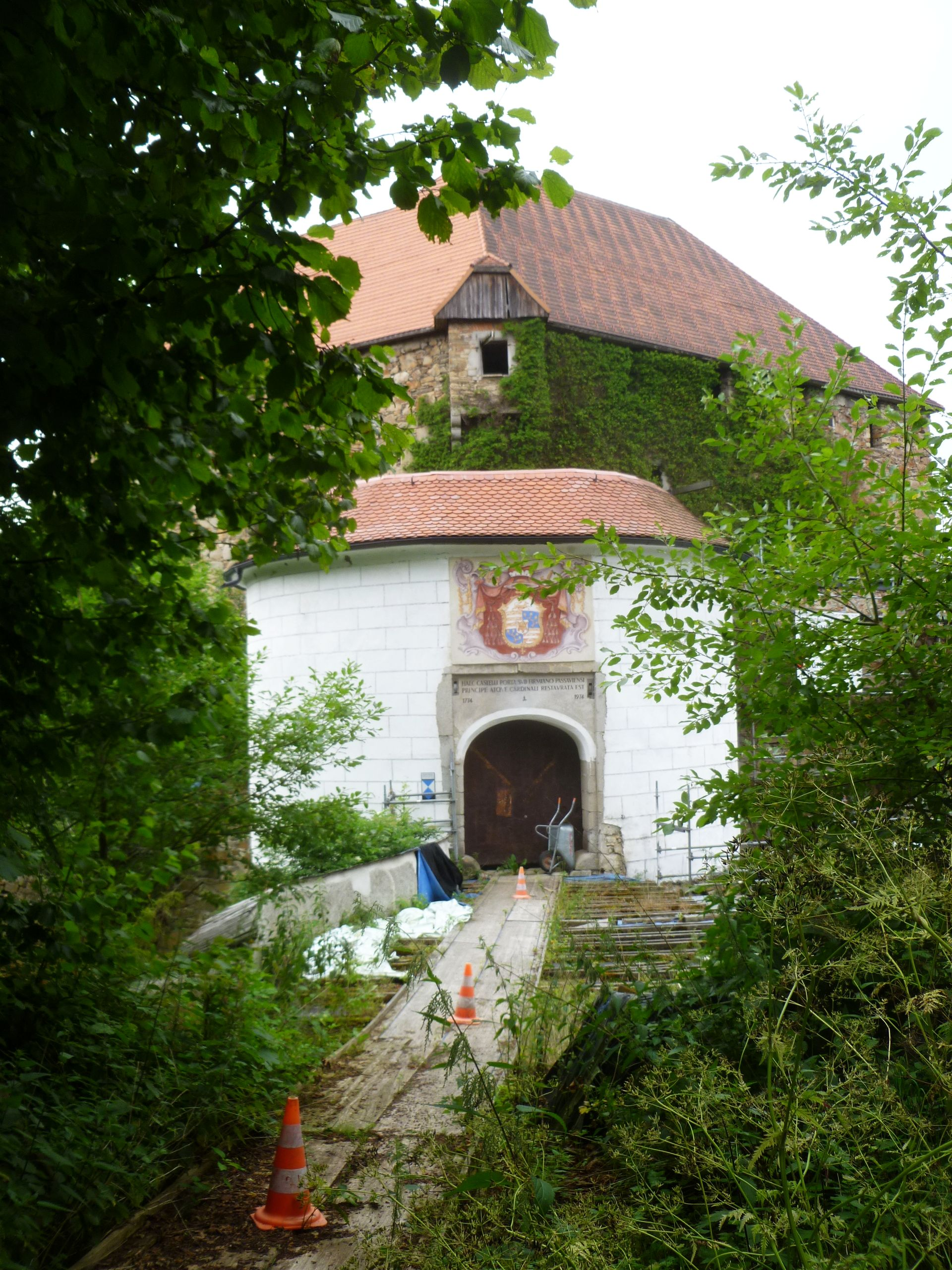
Accesso principale del Palazzo Nuovo con lo stemma del cardinale Leopoldo Ernesto Firmian

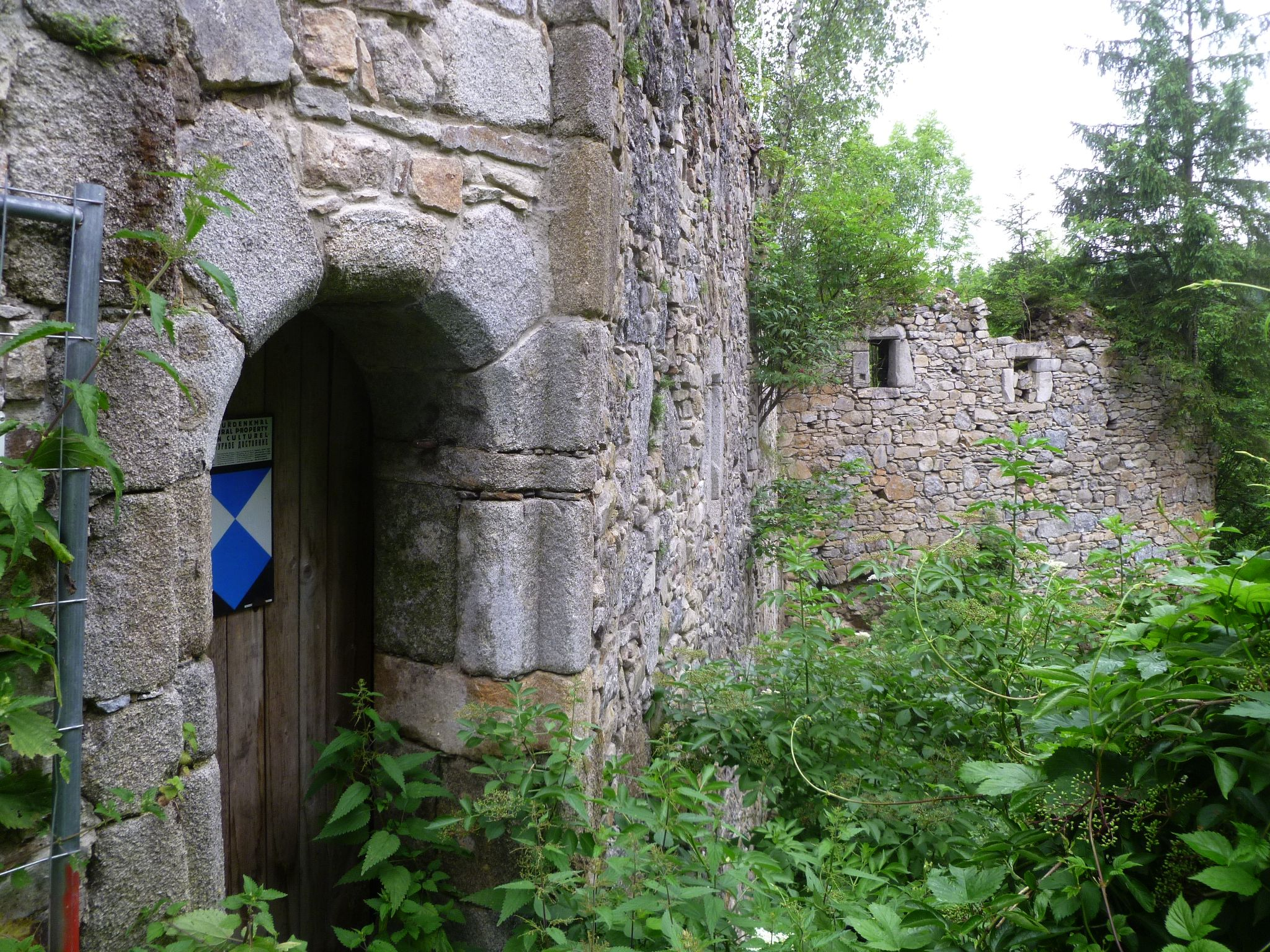
Accesso del castello storico

Nel 1574 il castello passò a Leonhard V von Harrach e il suo uomo di fiducia che gestiva la tenuta, fu Friedrich Dorffner, che dal 1594 al 1597 partecipò alla seconda guerra dei contadini dell'Alta Austria. Nel 1611 divenne signore Karl von Jörger, un protestante che prese parte attiva ai disordini legati alla Riforma e i suoi beni furono confiscati e il vescovato di Passau riacquistò la sua proprietà originaria lasciandola presto in gestione a Johann Winklhofer. Da quel momento il castello di Pürnstein vide frequenti cambi nella concessione del feudo sino a quando, nel 1774, il conte e cardinale Leopoldo Ernesto Firmian fece costruire il cosiddetto Palazzo Nuovo e sulla porta del castello vi pose il suo stemma. Nel 1782 il castello passò all'Austria tramite un trattato e a causa della secolarizzazione la diocesi perse i suoi possedimenti e Pürnstein venne amministrato da un custode imperiale. Fino al 1825 nel palazzo aveva sede il tribunale distrettuale imperiale e nella Torre della fame (il mastio) era allestita la prigione ufficiale. Nel 1828 il Freiherr Johann von Bartenstein ne acquisì il controllo poi, nel 1866 passò in mano civile, acquistato dall'industriale cartario Carl Christian Müller. Questi tuttavia, nello stesso anno, fu quasi ridotto in rovina da un incendio doloso che colpì la struttura. Nel 1883 fu rifatto il tetto ma nel 1917 fu nuovamente e gravemente danneggiato da una tempesta. Nella primavera del 1945 le parti abitate furono ancora una volta gravemente danneggiate dai colpi dell'artiglieria statunitense. Dal 1958 è un'associazione locale che si prende cura del castello che nel 1989 è stato parzialmente restaurato nella parte abitativa con fondi pubblici, in particolare con la nuova copertura del tetto che però ha modificato in modo pesante il suo aspetto originale. Il castello è proprietà privata e nella Torre della Fame, dove un tempo si trovava la prigione, è stato allestito un piccolo museo con antichità storiche e armi delle guerre dei contadini.

## Descrizione

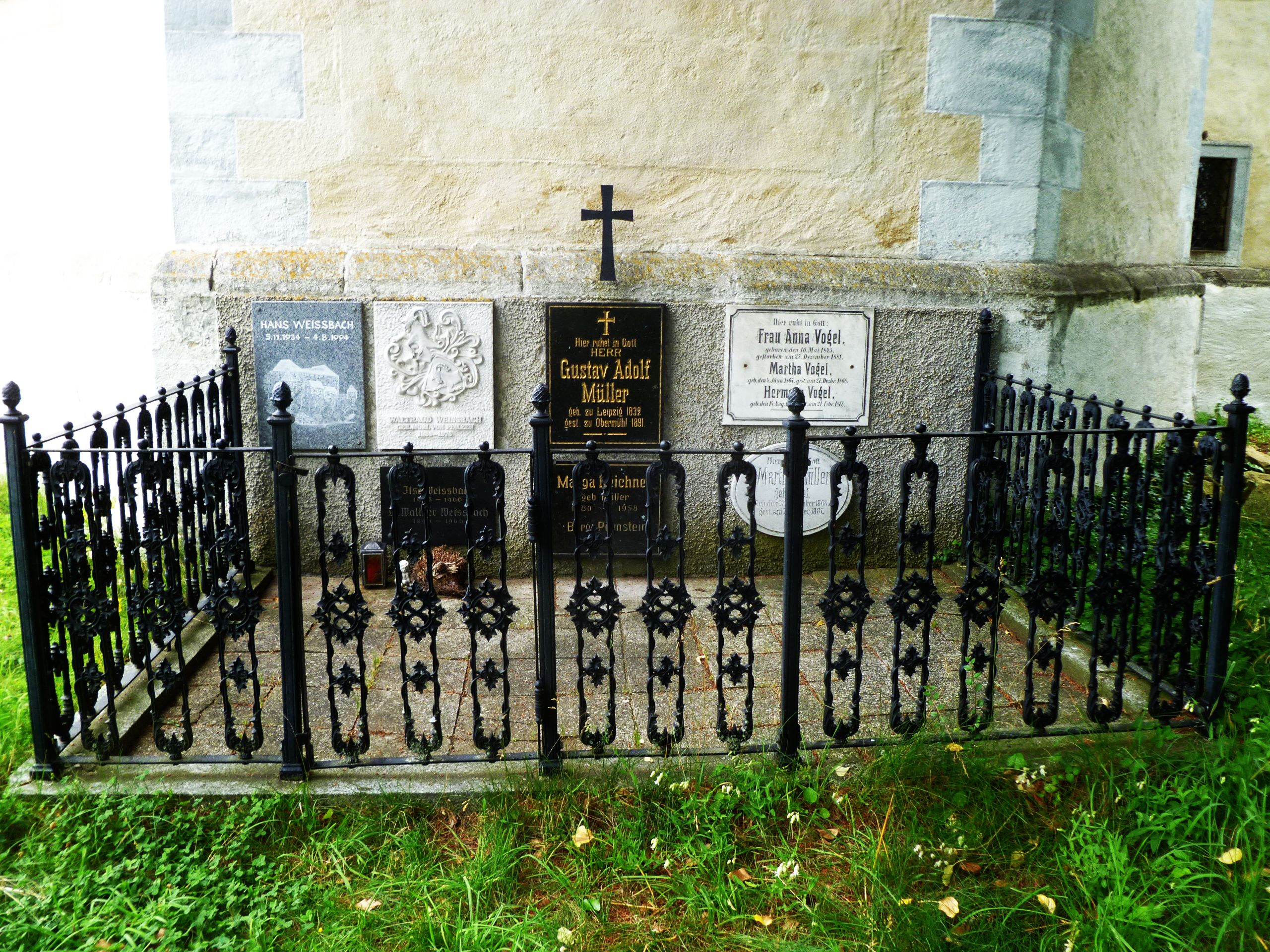
Pietre tombali dei signori di Pürnstein nella vicina chiesa cattolica di Sant'Anna

Il castello di Pürnstein si trova nell'omonima frazione posta a nord di Neufelden, comune austriaco del Distretto di Rohrbach, Land dell'Alta Austria. La struttura è imponente e si trova su una roccia in posizione dominante. La cappella del castello originario, consacrata nel 1448, fu presto abbandonata dopo la costruzione del nuovo castello. Il nuovo edificio, unico nell'Alta Austria, è stato progettato da un architetto specializzato in opere fortificate e costruito molto rapidamente. Tra le rovine della struttura poi abbandonata si possono trovare tracce di una capanna di costruzione tardo gotica. Il castello principale si sviluppa su quattro piani con una pianta esagonale che copre un'area molto estesa e con pareti realizzate in muratura. Nell'angolo sud-ovest del cortile interno si trova la nuova cappella, consacrata nel 1490. Accanto si trovano i resti di una grande cucina con forno e un imponente camino e i resti di una scala aperta che conduceva alle stanze dell'ala a ovest. Ai piani superiori si trovano ampie sale risalenti al XVI secolo e all'ultimo piano, dietro le mura esterne, si trova una merlatura con 29 finestre fortificate. In tutto il castello conta sei torri, la sesta in particolare, sulla facciata nord e vicino alla porta principale fu aggiunta per ultima. Un tempo le torri ospitavano 21 cannoni e  tra questi c'era il Matto, una colubrina gigante col diametro di 30 cm. Il cortile superiore esterno comprende l'ampio fossato, la torre del cannone a ovest con il muro di contenimento che conduce a sud e da una porta murata e precedentemente provvista di ponte levatoio. La massiccia torre del cannone è aperta all'interno con un alto arco a sesto acuto. Aveva tre piani di sbarramento. Nel cortile esterno inferiore, a est, si trova il sistema di porte, ancora in uso, con l'ingresso ad arco e un cancello pedonale.

### Bene architettonico tutelato
il castello di Pürnstein è stato posto sotto tutela dei monumenti da parte della Repubblica austriaca col numero 15148.